# متئو تانلانگو
متئو تانلانگو (انگلیسی: Mateo Tanlongo؛ زادهٔ ۱۲ اوت ۲۰۰۳) بازیکن فوتبال است.
وی همچنین در تیم ملی فوتبال زیر ۲۰ سال آرژانتین بازی کرده‌است.